# Melitaea sargon
Melitaea sargon är en fjärilsart som beskrevs av Arthur Francis Hemming 1932. Melitaea sargon ingår i släktet Melitaea och familjen praktfjärilar. Inga underarter finns listade i Catalogue of Life.